# Улица Баженова (Казань)
Улица Баженова (тат. Баженов урамы, Bajenof uramı) — улица в историческом районе Ямки Кировского района Казани. Названа в честь архитектора Василия  Баженова.

## География
Начинаясь от перекрёстка с улицами Кольцова и Ползунова и вскоре прерывается у территории гипермаркета «Metro»; вновь начинается от улицы Вахитова и заканчивается пересечением с Горсоветской улицей.

## История
Возникла в местности Ямки (Ягодинские Ямки), существовавшей с начала XX века. Сама же улица начинает упоминаться с 1920-х годов под двумя параллельными названиями: Ямки 1-е и Большие Ямки; с 1930-х гг. стал употребляться лишь первый вариант.
На 1939 год на улице На 1939 год на улице имелось домовладения: № 1–5/10 по нечётной стороне (с пропусками) и № 2–8 по чётной.
1 ноября 1953 года улице было присвоено современное название.
Первоначальной улица имела малоэтажную деревянную застройку, которая сносилась, в частности, при постройке водовода, ливневого коллектора, а также при строительстве гипермаркета «Metro». На начало 2020-х годов частные дома находятся в начале улицы, а многоквартирные — в её конце.
В первые годы советской власти административно относилась к 6-й части города; после введения в городе деления на административные районы относилась к Кировскому району.

## Примечательные объекты
- № 26, 28 — жилые дома ПО «Татмебель».[18]
- № 30 — жилой дом кожгалантерейной фабрики.[19]

## Транспорт
Общественный транспорт по улице не ходит; ближайшие остановка общественного транспорта — «Мулланура Вахитова» (автобус, трамвай) на улице Большая Крыловка и «Мулланура Вахитова» (троллейбус) на одноимённой улице. Ближайшая станция метро — «Козья слобода».